# Mona Baker
Mona Baker, née le 20 septembre 1953 au Caire,, est une traductrice et professeur de traduction égyptienne qui réside en Grande-Bretagne.

## Biographie
Elle a étudié à l'université américaine du Caire, où elle a obtenu son diplôme, et a ensuite étudié la linguistique appliquée à l'université de Birmingham.
Avec un doctorat de l'université de Manchester, dont elle occupe actuellement la chaire de traductologie (translation studies). Son domaine de recherche inclut la traduction dans le cadre des conflits, les militants communautaires, ainsi que les études de traductions fondées sur des corpus (corpus-based studies).
Elle a fondé Saint Jerome Publishing et est directrice de la revue internationale The Translator.
Elle est vice-présidente de l'International Association of Translation and Intercultural Studies. Elle est aussi membre honoraire de l'IAPTI.

## Controverses
Elle a déclenché une vive controverse en demandant la démission de deux professeurs israéliens (Miriam Shlesinger et Gideon Toury) de la revue dont elle est directrice, afin de soutenir le boycott d'Israël.

## Œuvres
- Critical Concepts: Translation Studies, Londres/New York, Routledge, 2009 (4 vol.)
- Critical Readings in Translation Studies, Londres/New York, Routledge, 2009
- In Other Words: A Coursebook on Translation, Londres/New York, Routledge, 1992
- Routledge Encyclopedia of Translation Studies, Londres/New York, Routledge, 2008 (avec Gabriela Saldanha)